# Мартиница
Мартиница (мкд. Мартиница) је насеље у Северној Македонији, у североисточном делу државе. Мартиница је у оквиру општине Крива Паланка.

## Географија
Мартиница је смештена у североисточном делу Северне Македоније. Од најближег већег града, Куманова, село је удаљено 75 km источно.
Село Мартиница се налази у историјској области Славиште. Насеље је положено високо, на северним падинама планине Осоговских планина, на око 980 метара надморске висине.
Месна клима је планинска због знатне надморске висине.

## Становништво
Мартиница је према последњем попису из 2002. године имала 157 становника. Од тога огромну већину чине етнички Македонци (100%).
Претежна вероисповест месног становништва је православље.